# العلاقات اليمنية الإريترية
العلاقات اليمنية الإريترية هي العلاقات الثنائية التي تجمع بين اليمن وإريتريا.

## مقارنة بين البلدين
هذه مقارنة عامة ومرجعية للدولتين:
| وجه المقارنة                                              | اليمن         | إريتريا                                      |
| --------------------------------------------------------- | ------------- | -------------------------------------------- |
| المساحة (كم2)                                             | 555.00 ألف    | 117.60 ألف                                   |
| عدد السكان (نسمة)                                         | 28.25 مليون   | 6.33 مليون                                   |
| الكثافة السكانية (ن./كم²)                                 | 50.9          | 53.83                                        |
| العاصمة                                                   | صنعاء، عدن    | أسمرة                                        |
| اللغة الرسمية                                             | اللغة العربية | اللغة التغرينية، اللغة العربية، لغة إنجليزية |
| العملة                                                    | ريال يمني     | ناكفا                                        |
| الناتج المحلي الإجمالي (بليون دولار)                      | 18.21 مليار   | 2.61 مليار                                   |
| الناتج المحلي الإجمالي (تعادل القوة الشرائية) بليون دولار | 75.69 مليار   |                                              |
| الناتج المحلي الإجمالي الاسمي للفرد دولار أمريكي          | 1.41 ألف      |                                              |
| الناتج المحلي الإجمالي للفرد دولار أمريكي                 |               |                                              |
| مؤشر التنمية البشرية                                      | 0.498         | 0.391                                        |
| رمز المكالمات الدولي                                      | +967          | +291                                         |
| رمز الإنترنت                                              | يمن           | .er                                          |
| المنطقة الزمنية                                           | ت ع م+03:00   | ت ع م+03:00                                  |

## منظمات دولية مشتركة
يشترك البلدان في عضوية مجموعة من المنظمات الدولية، منها:
| علم المنظمة | اسم المنظمة                        | تاريخ انضمام اليمن | تاريخ انضمام إريتريا |
| ----------- | ---------------------------------- | ------------------ | -------------------- |
|             | مؤسسة التمويل الدولية              | 22 مايو 1970       | 11 أكتوبر 1995       |
|             | منظمة حظر الأسلحة الكيميائية       | ?                  | ?                    |
|             | يونسكو                             | 2 أبريل 1962       | 2 سبتمبر 1993        |
|             | الاتحاد الدولي للاتصالات           | 1931               | 6 أغسطس 1993         |
|             | الأمم المتحدة                      | 30 سبتمبر 1947     | 28 مايو 1993         |
|             | منظمة الشرطة الجنائية الدولية      | ?                  | ?                    |
|             | البنك الدولي للإنشاء والتعمير      | 3 أكتوبر 1969      | 6 يوليو 1994         |
|             | الاتحاد البريدي العالمي            | ?                  | ?                    |
|             | مؤسسة التنمية الدولية              | 22 مايو 1970       | 6 يوليو 1994         |
|             | وكالة ضمان الاستثمار متعدد الأطراف | 12 مارس 1996       | 10 سبتمبر 1996       |